# Dietmar Lorenz
Dietmar Lorenz (Langenbuch, 23 september 1949 – 8 september 2021) was een Oost-Duits judoka. Lorenz werd viermaal Europees kampioen. Hij werd in 1980 de eerste Duitse judoka die olympisch kampioen werd, hij deed dat als halfzwaargewicht in de open gewichtsklasse.
Lorenz overleed op 71-jarige leeftijd.

## Resultaten
- Europese kampioenschappen judo 1973 in Madrid  in de open klasse
- Wereldkampioenschappen judo 1973 in Lausanne  in het halfzwaargewicht
- Europese kampioenschappen judo 1974 in Londen  in het halfzwaargewicht
- Europese kampioenschappen judo 1975 in Lyon  in het halfzwaargewicht
- Wereldkampioenschappen judo 1975 in Wenen  in de open klasse
- Olympische Zomerspelen 1976 in Montreal 5e in het halfzwaargewicht
- Olympische Zomerspelen 1976 in Montreal 16e in de open klasse
- Europese kampioenschappen judo 1977 in Ludwigshafen  in het halfzwaargewicht
- Europese kampioenschappen judo 1978 in Helsinki  in het halfzwaargewicht
- Europese kampioenschappen judo 1978 in Helsinki  in de open klasse
- Europese kampioenschappen judo 1980 in Wenen  in het halfzwaargewicht
- Olympische Zomerspelen 1980 in Moskou  in het halfzwaargewicht
- Olympische Zomerspelen 1980 in Moskou  in de open klasse

1964: Anton Geesink (NED) ·
1972: Wim Ruska (NED) ·
1976: Haruki Uemura (JPN) ·
1980: Dietmar Lorenz (DDR) ·
1984: Yasuhiro Yamashita (JPN)